# Anular

El dit anular és el quart dit de la mà humana, situat entre el dit mitger i el menovell. Se l'anomena digitus quartus, o digitus IV en anatomia, tot i que en català també és anomenat dit de l'anell o dit gandul.

## Etimologia
D'acord amb László A. Magyar, els noms del dit anular en molts idiomes reflecteix una antiga creença que es tracta d'un dit màgic, que fins i tot rep en alguns casos el nom de "sense nom".
1. El dit guaridor. En algunes cultures se li atribueixen propietats guaridores. Un exemple d'aquest poder és el Bhaisajyaguru, la Medicina del Buda, que fa servir aquest dit de la mà dreta per guarir.
  - Anglès: leech finger (dit sangonera)
  - Alemany: Arztfinger (dit del metge)
  - Japonès: kusuri-yubi (dit medecina)
  - Coreà: yak-ji (dit medecina)
  - Llatí: digitus medicinalis (dit medicinal)
2. El dit de l'anell o anular. Moltes cultures l'associen a anells màgics, especialment les del continent europeu.
  - Albanès: gishti i unazës (dit anular)
  - Català: dit anular
  - Còrnic: bys-bysow (dit anular)
  - Croat: prstenjak (dit anular)
  - Txec: prsteníček (dit anular)
  - Danès: ringfinger (dit anular)
  - Neerlandès: ringvinger (dit anular)
  - Anglès: ring finger (dit anular)
  - Francès: annulaire (dit anular)
  - Alemany: Ringfinger (dit anular)
  - Hebreu:קמיצה
  - Hongarès: gyűrűsujj (dit anular)
  - Islandès: baugfingur (dit anular)
  - Italià: dito anulare (dit anular)
  - Llatí: digitus annularis (dit anular)
  - Letó: zeltnesis (el que porta or)
  - Malai: jari manis (dit sa)
  - Noruec: ring(e)finger (dit anular)
  - Persa:'انگشت انگشتری' (dit anular)
  - Polonès: palec serdeczny (lit. dit cordial, en al·lusió a "cor": en polonès "serce")
  - Portuguès: dedo anelar (dit anular)
  - Romanès: degetul inelar (dit anular)
  - Eslovac: prstenník (dit anular)
  - Castellà: dedo anular (dit anular)
  - Suahili: cha pete (de l'anell)
  - Suec: ringfinger (dit anular)
  - Tàmil: Mothira Viral (dit anular)
  - Turc: Yüzük parmağı (dit anular)
3. El dit sense nom. Moltes cultures eviten esmentar el nom veritable d'un ser/entitat poderós, i l'anomenen indirectament o bé l'anomenen "el que no té nom".
  - Búlgar: безименен пръст (dit sense nom)
  - Cantonès: 無名指 mo ming ji (dit sense nom)
  - Finès: nimetön (sormi) (dit sense nom)
  - Japonès: nanashi-yubi (dit sense nom)
  - Lituà: bevardis (sense nom)
  - Mandarí: 无名指 wúmíngzhǐ (dit sense nom)
  - Persa: binàme (sense om)
  - Rus: безымянный палец (dit sense nom)
  - Sànscrit: anámika (sense nom)
  - Tàtar: atsyz parmak (dit sense nom)
4. En altres llengües el dit pren el nom del lloc relatiu a la seva posició entre altres dits.
  - Llatí: digitus medio proximus (el dit prop del dit del mig)
  - Grec: paramesos παράμεσος (para = proper, al costat de + mesos = al bell mig: el dit prop del mig)
  - Serbi: domali prst (el dit del costat del dit petit)